# Sucha Przełęcz (Tatry Zachodnie)
Sucha Przełęcz, Sucha Przełęcz Stawiańska (słow. Suché sedlo, niem. Sucha-Joch, węg. Sucha-hágó) – przełęcz w grani głównej między Kasprowym Wierchem (1987 m) a Beskidem (2012 m) w Tatrach Zachodnich. Przez szczyty te i Suchą Przełęcz przebiega granica polsko-słowacka. Jest to płaska, rozległa i niewybitna przełęcz, znajduje się na wysokości 1950 m n.p.m., a więc tylko 37 m poniżej szczytu Kasprowego Wierchu. Jest kamienista i porastająca niską murawą, jej obszar to skały krystaliczne, dominują granity. Wśród nich znaleźć można amfibolity. Od strony słowackiej zbocza spod przełęczy opadają do Doliny Cichej, po polskiej stronie do Kotła Kasprowego (górna część Doliny Gąsienicowej). Rejon przełęczy i cały szlak turystyczny, zwłaszcza odcinek do Beskidu są bardzo rozdeptane przez tłumy turystów. Jest to bowiem jedno z najczęściej odwiedzanych w Tatrach miejsc. Sucha Przełęcz znajduje się w odległości zaledwie 150 m od szczytu Kasprowego Wierchu, na który wyjechać można kolejką linową.
Z przełęczy i z głównej grani rozciągają się bardzo rozległe widoki na Tatry Wysokie i Zachodnie. Dobrze widoczny jest biegnący w dół na słowacką stronę licznymi zakosami szlak turystyczny do Doliny Cichej.

## Szlaki turystyczne
Na przełęczy krzyżówka szlaków turystycznych:
 – żółty ze schroniska „Murowaniec” w Dolinie Gąsienicowej przez Roztokę Stawiańską i Gienkowe Mury na Suchą Przełęcz, skąd schodzi na drugą stronę grani do Doliny Cichej.
- Czas przejścia z Murowańca na przełęcz: 1:25 h, ↓ 1:05 h
- Czas przejścia z przełęczy do czerwonego szlaku w Dolinie Cichej: 1:40 h, ↑ 2:20 h

 – czerwony z Doliny Kościeliskiej przez Czerwone Wierchy i dalej główną granią Tatr przez Kasprowy Wierch, Liliowe i Świnicką Przełęcz na szczyt Świnicy i dalej w kierunku Orlej Perci.
- Czas przejścia z Kopy Kondrackiej na Suchą Przełęcz: 1:55 h, z powrotem 1:40 h
- Czas przejścia z Suchej Przełęczy na Świnicę: 1:40 h, ↓ 1:20 h.

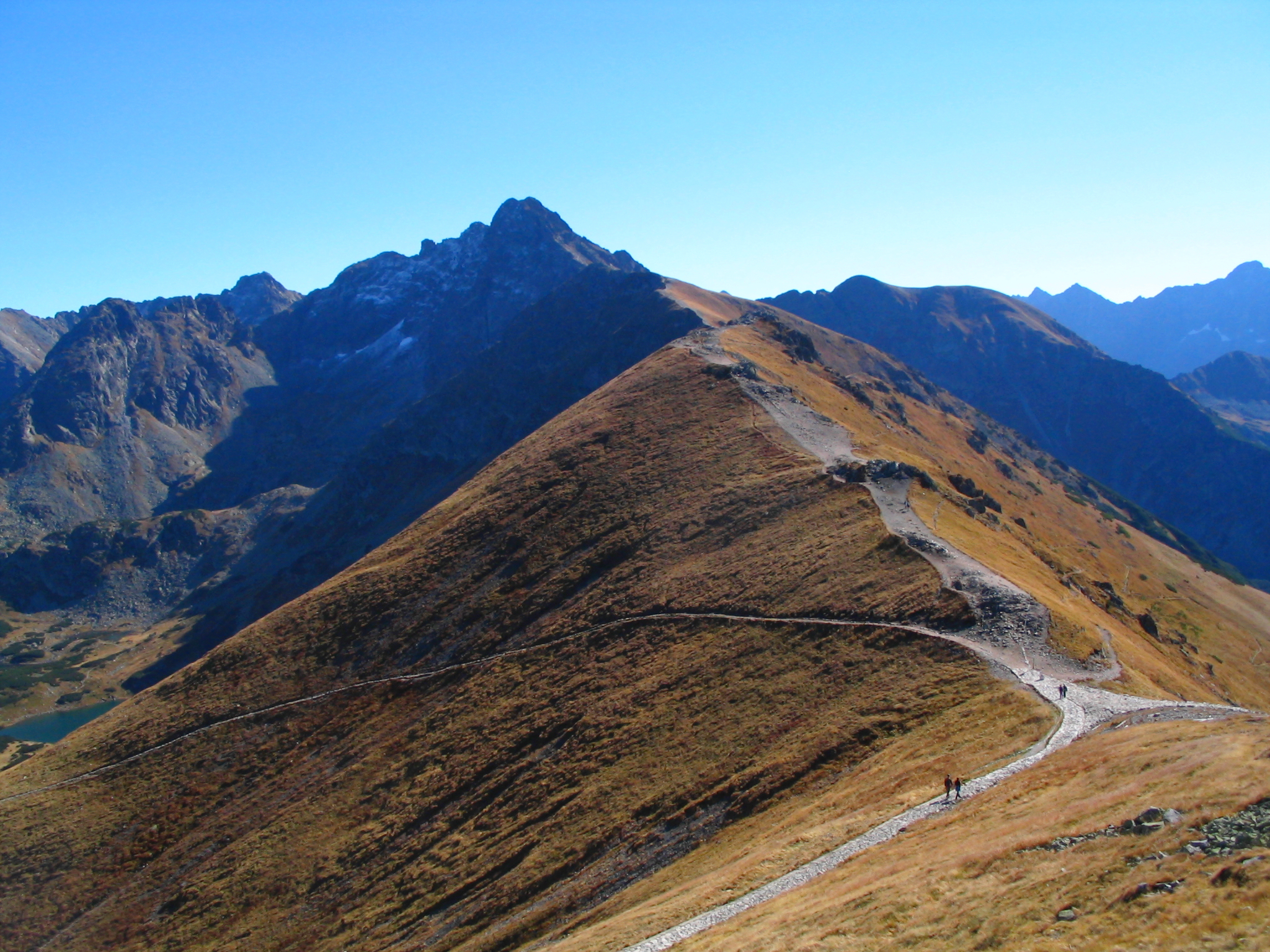
Widok z Kasprowego Wierchu